# 68 Herculis
68 Herculis (68 Her / u Herculis) es una estrella múltiple en la constelación de Hércules.
Se encuentra a 666 ± 57 años luz del sistema solar.
La componente principal del sistema es una binaria cercana de magnitud aparente +4,80.
68 Herculis Aa, la primaria de esta binaria, es una estrella blanco-azulada de la secuencia principal de tipo espectral B1.5V.
Tiene una temperatura superficial de 19.000 K y es 1300 veces más luminosa que el Sol.
Con una masa de 6,8 masas solares, gira sobre sí misma con una velocidad de rotación proyectada de 145 km/s.
Por su parte, 68 Herculis Ab, la secundaria, tiene tipo B5.
Con una temperatura efectiva de 11.000 K, su luminosidad es 160 veces superior a la luminosidad solar.
Tiene una masa de 2,8 masas solares y su velocidad de rotación proyectada es de 105 km/s.
El período orbital de dicha binaria es de sólo 2,05 días y ambas estrellas están separadas entre sí por solo 0,07 UA o 14 radios solares.
De hecho, se produce transferencia de masa desde la estrella secundaria hacia la primaria.
La secundaria, aparentemente más evolucionada, debería de ser más masiva, pero la pérdida de masa continuada ha invertido la relación de masas.
Además, este subsistema constituye una binaria eclipsante en el cual, durante el eclipse principal —cuando la componente menos brillante pasa por delante de la más brillante—, el brillo disminuye 0,7 magnitudes.
El sistema se completa con una tercera estrella de magnitud +10,2 cuya separación visual con la binaria es de 4,4 segundos de arco.
Tiene una masa estimada de 2,5 masas solares y completa una órbita en torno a 68 Herculis Aa-Ab cada 10.900 años.